# Hans-Dieter Flick
Hans-Dieter Flick (of Hansi Flick) (Heidelberg, 24 februari 1965) is een voormalig Duits profvoetballer en voetbaltrainer van FC Barcelona.
In het seizoen 2019/20 won Flick met Bayern München zowel nationaal als internationaal alle mogelijke clubprijzen: de Bundesliga, DFB-Pokal, DFL-Supercup, UEFA Champions League, UEFA Super Cup en FIFA WK voor clubs. Hiermee werd Bayern München de tweede club die deze prestatie behaalde, na FC Barcelona onder leiding van Pep Guardiola in het seizoen 2008/09.
Flick was in 2014 assistent-bondscoach van Duitsland, dat dat jaar wereldkampioen werd. Na het Europees kampioenschap voetbal 2020 verving hij Joachim Löw als bondscoach van Duitsland. Op 10 september 2023 werd Flick ontslagen als bondscoach van Duitsland.

## Spelerscarrière
Flick speelde in de jeugd van BSC Mückenloch, SpVgg Neckargemünd en SV Sandhausen. Op achttienjarige leeftijd kreeg hij een aanbod van VfB Stuttgart, maar Flick weigerde omdat hij zijn opleiding als bankklerk niet wilde opgeven, een voorwaarde die Stuttgart stelde. In 1985 stapte hij desondanks over naar Bayern München. In vijf seizoenen speelde Flick 104 competitiewedstrijden voor de club, goed voor vier landstitels. Op 27 mei 1987 stond hij ook in de basis tegen FC Porto in de Europacup I-finale, die de Portugezen met 2–1 wonnen. Na vijf seizoenen bij Bayern München trok Flick naar 1. FC Köln, waar hij ondanks enkele zware blessures tijdens zijn carrière toch nog 44 Bundesliga-wedstrijden speelde. Op 19 september 1992 speelde hij tegen Borussia Dortmund zijn laatste profwedstrijd, daarna moest hij afzakken naar een lager niveau. In 1994 sloot Flick zich aan bij Victoria Bammental, waar hij in 1996 uiteindelijk speler-trainer zou worden.

## Trainerscarrière

### Beginjaren
In 1995 was Flick als speler met Bammental van de Verbandsliga Nordbaden naar de Oberliga Baden-Württemberg gepromoveerd, maar in het tweede seizoen met Flick als speler-trainer degradeerde de club opnieuw. In 2000 werd hij trainer van TSG 1899 Hoffenheim, dat net van de Verbandsliga Nordbaden naar de Oberliga Baden-Württemberg was gepromoveerd. Flick deed er in zijn eerste seizoen meteen een promotie bij en loodste de club naar de Regionalliga Süd, toen het derde niveau in het Duitse voetbal. Nadien slaagde Flick er enkele seizoenen op rij niet in om de ambitieuze dorpsclub naar de 2. Bundesliga te stuwen. Op 19 november 2005 zette sterke man Dietmar Hopp Flick aan de deur.

### Red Bull Salzburg & Duitsland
In 2006 kreeg Flick, die in 2003 zijn trainersdiploma haalde nadat hij samen met Thomas Doll de beste uit zijn jaar was, een kans als assistent van Giovanni Trapattoni en Lothar Matthäus. Dat duurde echter niet lang, want in augustus 2006 kreeg Flick het aanbod om bij Duitsland de assistent van bondscoach Joachim Löw te worden. De samenwerking werd een succes: Flick bleek een belangrijke schakel in de doorstroming van de jeugd naar het nationale team. Als kroon op het werk volgde de wereldtitel op het WK 2014. Na het WK werd Flick directeur sport bij de Duitse voetbalbond, tot hij op 16 januari 2017 zelf opstapte.

### Bayern München
Na een kort intermezzo als directeur sport bij zijn ex-club Hoffenheim, dat inmiddels in de Bundesliga speelde, werd Flick in de zomer van 2019 de assistent van Bayern München-trainer Niko Kovač. Toen die begin november 2019 ontslagen werd, nam Flick over op interimbasis. Onder Flick  werden de resultaten beter, waardoor hij in april 2020 beloond werd met een nieuw contract tot 2023.
Op 23 augustus 2020 wist Bayern onder leiding van Flick voor de tweede keer in de clubgeschiedenis beslag te leggen op de treble door Paris Saint Germain met 1–0 te verslaan in de finale van de UEFA Champions League, Hiervoor versloeg hij onder andere FC Barcelona met de historische 8-2 overwinning. Eerder dat seizoen won Bayern voor de achtste keer op rij de Bundesliga en won het de DFB-Pokal door Bayer 04 Leverkusen te kloppen in de finale. Ook in het seizoen 2020/21 ging Flick door met zijn prijzenregen bij Bayern: op 24 september 2020 won de club voor de tweede keer in de clubhistorie de UEFA Super Cup, nadat UEFA Europa League-winnaar Sevilla in de verlenging met 2–1 werd verslagen in het Ferenc Puskásstadion. Zes dagen later wist Flick met zijn ploeg de wedstrijd om de DFL-Supercup te winnen door 3–2 winst tegen Borussia Dortmund in de Allianz Arena. Het was hiermee de achtste supercupwinst in de clubhistorie en de vijfde prijs van het kalenderjaar. Flick werd op 1 oktober 2020 uitgeroepen tot UEFA Men's Coach of the Year. Op 11 februari 2021 wist Flick in Qatar met zijn ploeg de strijd om de FIFA Club World Cup te winnen door in de finale CONCACAF Champions League-winnaar Tigres UANL met 1–0 te verslaan.
Op 17 april 2021 kondigde Flick aan dat hij op het einde van het seizoen zou opstappen bij Bayern München, ondanks een nog lopend contract tot 2024. Enkele weken later werd hij met der Rekordmeister voor het tweede seizoen op rij landskampioen.

### Duitsland
Op 25 mei 2021 werd door de Duitse voetbalbond (DFB) bekendgemaakt dat Flick een contract tot medio 2024 had getekend als bondscoach van het Duitse voetbalelftal. Zijn contract ging in na het Europees kampioenschap voetbal 2020 en verving hiermee Joachim Löw. Onder zijn leiding plaatste Duitsland zich op 11 oktober 2021 als eerste land voor het WK 2022. Dit WK verliep bijzonder teleurstellend voor Duitsland: de viervoudige wereldkampioen startte met een nederlaag tegen Japan en een gelijkspel tegen Spanje, waardoor het land na twee groepsspeeldagen twee punten achterstand had op Japan en Costa Rica (en drie op groepsleider Spanje). Duitsland won zijn derde groepswedstrijd tegen Costa Rica, maar Japan versloeg op hetzelfde moment Spanje, waardoor Duitsland op doelsaldo sneuvelde in de groepsfase.
Omdat Duitsland het EK 2024 organiseert hoefde het land geen kwalificatiewedstrijden te spelen. Na het WK zette Duitsland wel een desastreuze reeks neer qua oefenwedstrijden: op 25 maart 2023 won het land nog met 2-0 van Peru, maar daarna volgden nederlagen tegen België, Polen, Colombia en Japan, met daartussen een 3-3-gelijkspel tegen Oekraïne. Een dag na de 1-4-nederlaag tegen Japan maakte de DFB het ontslag van Flick bekend. Hiermee was hij de eerste bondscoach die in het 123-jarig bestaan van de Duitse bond werd ontslagen waarbij hij een bedrag van € 4,5 miljoen meekreeg.

### FC Barcelona
Na dagenlange speculatie in mei 2024 over het trainerschap van Catalaanse club, werd op 29 mei de komst van Flick bevestigd door FC Barcelona. De club stelde de coach uit Heidelberg aan voor een periode van 2 jaar, tot 2026. Op 10 juli 2024 begon het voorseizoen en op 11 juli 2024 trainde hij voor het eerst met het eerste elftal. Op 25 juli 2024 werd hij gepresenteerd.
Flick presteerde in zijn eerste maanden uitstekend. Ondanks het feit dat er nog veel geblesseerde spelers waren, stond het team er goed voor in zowel de Champions League als de competitie, en werd er aantrekkelijk voetbal gespeeld. Op 12 januari 2025 werd dit voor het eerst beloond met het winnen van de Supercopa de España, na een overtuigende 5-2 overwinning op Real Madrid. Een paar maanden later, op 26 april 2025, won FC Barcelona de Copa del Rey ten koste van Real Madrid, dankzij een 3-2 overwinning na verlenging. Dit was Flicks tweede prijs op weg naar een mogelijke treble. Op 11 mei 2025 versloeg Flick voor de vierde keer Real Madrid in de laatste El Clásico van het seizoen. Met Barça won hij thuis in het Estadi Olímpic Lluís Companys met 4-3. Op 16 mei 2023 won Barcelona met 0-2 in het stadion van Espanyol en kroonde zich daarmee tot kampioen van de Primera División, met nog twee wedstrijden te spelen. Het was de derde prijs van het seizoen, waarmee de club de nationale treble completeerde. Op 21 mei 2025 verlengde Flick zijn contract met één jaar, tot medio 2027.

## Erelijst
Als speler
 Bayern München
- Bundesliga: 1985/86, 1986/87, 1988/89, 1989/90
- DFB-Pokal: 1985/86
- DFB-Supercup: 1987

Als assistent-bondscoach
 Duitsland
- FIFA WK: 2014

Als trainer
 TSG 1899 Hoffenheim
- BFV-Pokal: 2001/02, 2002/03, 2003/04, 2004/05
- Oberliga Baden-Württemberg: 2000/01

 Bayern München
- Bundesliga: 2019/20, 2020/21
- DFB-Pokal: 2019/20
- DFL-Supercup: 2020
- UEFA Champions League: 2019/20
- UEFA Super Cup: 2020
- FIFA Club World Cup: 2020

 FC Barcelona
- Supercopa de España: 2024/25
- Copa del Rey: 2024/25
- Primera División: 2024/25

Individueel
- VDV Trainer van het Seizoen: 2019/20
- Kicker Trainer van het Seizoen: 2019/20
- Sport Bild Trainer van het Seizoen: 2019/20
- Duits Trainer van het Jaar: 2020
- Europees Trainer van het Jaar: 2020
- 0IFFHS Clubtrainer van de Wereld: 2020
- World Soccer Trainer van het Jaar: 2020
- Globe Soccer Award (Beste Trainer): 2020
- La Liga Trainer van het Seizoen: 2024/25
- La Liga Trainer van de Maand: (Augustus 2024, Oktober 2024 en Februari 2025)

## Privé
Flick is al meer dan 30 jaar getrouwd met Silke Flick. Ze hebben twee kinderen en twee kleinkinderen.

## Trivia
- Joachim Löw en Hans-Dieter Flick waren het eerste trainersduo van Duitsland dat als speler nooit als Duits international had gespeeld.[4]

1 Ter Stegen  ·
2 Cubarsí ·
3 Baldé ·
4 Araújo ·
5 Martínez ·
6 Gavi ·
7 Torres ·
8 Pedri ·
9 Lewandowski ·
10 Fati ·
11 Raphinha ·
13 Peña ·
14 Torre ·
15 Christensen ·
16 Fermín ·
17 Casadó ·
18 Víctor ·
19 Yamal ·
20 Olmo ·
21 De Jong ·
23 Koundé ·
24 E. García ·
25 Szczęsny ·
26 Astralaga ·
28 Bernal ·
32 Fort ·
35 Martín ·
J. García ·
Coach: Flick
· Assistent-coach: Sorg
· Assistent-coach: Tapalović
· Assistent-coach: Westermann
· Keeperstrainer: De La Fuente
Romà Forns · James Bellamy · Jack Greenwell · Richard Dombi · Ramón Zabalo · Franz Platko · Luis Miró · Ljubiša Broćić · Enrique Orizaola · Enric Rabassa

Domènec Balmanya · Helenio Herrera · Ramón Llorens · Enrique Fernández Viola · Josep Samitier · Joan Josep Nogués · Ramón Guzmán (interim) · Patrick O'Connell · César Rodríguez · Vicente Sasot

Roque Olsen · Salvador Artigas · Josep Seguer · Vic Buckingham · Rinus Michels · Hennes Weisweiler · Laureano Ruiz (interim) · Lucien Muller · Joaquim Rifé (interim) · José Luis Romero (interim)

Udo Lattek · César Luis Menotti · Terry Venables · Luis Aragonés · Johan Cruijff · Carles Rexach · Louis van Gaal · Llorenç Serra Ferrer · Toño de la Cruz (interim) · Radomir Antić

Frank Rijkaard · Josep Guardiola · Tito Vilanova · Jordi Roura (interim) · Rubi (interim) · Gerardo Martino · Luis Enrique · Ernesto Valverde · Quique Setién · Ronald Koeman

Sergi Barjuán (interim) · Xavi Hernández · Hans-Dieter Flick
1 Neuer  ·
2 Rüdiger ·
3 Raum ·
4 Ginter ·
5 Kehrer ·
6 Kimmich ·
7 Havertz ·
8 Goretzka ·
9 Füllkrug ·
10 Gnabry ·
11 Götze ·
12 Trapp ·
13 Müller ·
14 Musiala ·
15 Süle ·
16 Klostermann ·
17 Brandt ·
18 Hofmann ·
19 Sané ·
20 Günter ·
21 Gündoğan ·
22 Ter Stegen ·
23 Schlotterbeck ·
24 Adeyemi ·
25 Bella-Kotchap ·
26 Moukoko ·
Coach: Flick